# Vallby socken, Uppland
Vallby socken i Uppland ingick i Trögds härad, ingår sedan 1971 i Enköpings kommun och motsvarar från 2016 Vallby distrikt.
Socknens areal är 34,97 kvadratkilometer, varav 34,42 land. År 2000 fanns här 551 invånare. Orten Kolarvik samt sockenkyrkan Vallby kyrka ligger i socknen.  

## Administrativ historik
Vallby socken har medeltida ursprung.
Vid kommunreformen 1862 övergick socknens ansvar för de kyrkliga frågorna till Vallby församling och för de borgerliga frågorna bildades Vallby landskommun. 1943 överfördes till socken en mindre del från den då upplösta Arnö socken. Landskommunen uppgick 1952 i Södra Trögds landskommun som 1971 uppgick i Enköpings kommun. Församlingen uppgick 2006 i Boglösa församling.
1 januari 2016 inrättades distriktet Vallby, med samma omfattning som församlingen hade 1999/2000.  
Socknen har tillhört län, fögderier, tingslag och domsagor enligt vad som beskrivs i artikeln Trögds härad. De indelta soldaterna tillhörde Upplands regemente, Enköpings kompani och Livregementets dragonkår, Sigtuna skvadron.

## Geografi
Vallby socken ligger söder om Enköping med Mälarfjärden Svinnegarnsviken i väster där socken även omfatta några öar, störst är Bryggholmen. Socknen är en slättbygd med skog länga Mälaren.

## Fornlämningar
Från bronsåldern finns spridda gravrösen samt skålgropsförekomsteri. Från järnåldern finns 35 gravfält, stensträngar och en fornborg, Borgaringen.  Tre runstenar har påträffats.
På en holme ligger Gröneborgs medeltida borgruin.

## Namnet
Namnet skrevs 1309 Walby kommer från en by och innehåller vall, 'slät, gräsbevuxen mark' och by, 'gård; by'.